# 穆雷·華萊士
穆雷·華萊士（英語：Murray Wallace；1993年1月10日—）是一位蘇格蘭足球運動員，在場上的位置是後衛。他現在效力英格蘭足球冠軍聯賽球隊米禾爾，曾效力於哈德斯菲爾德足球俱樂部。他也代表蘇格蘭各級國家青年足球隊參賽。

## 外部連結
- 足球数据库：Murray Wallace的球员统计数据
- Player profile at Huddersfield Town's official website